# Magyar Kupa 2023-2024
La Magyar Kupa 2023-2024, conosciuta anche come 2023–2024-es MOL Magyar Kupa per ragioni di sponsorizzazione, è l'84ª edizione della coppa nazionale ungherese, iniziata il 5 agosto 2022.
Il torneo è stato vinto dal Paks, al suo primo successo nella competizione.

## Primo turno
Al primo turno partecipano le squadre dal terzo livello in giù.
| Squadra 1        | Risultato       | Squadra 2             |
| ---------------- | --------------- | --------------------- |
| 5 agosto 2023    |                 |                       |
| Mezőcsát         | 0 – 2           | BKV Előre             |
| Berkenye         | 2 – 11          | Sényő-Carnifex        |
| Csep-Gól         | 8 – 0           | Toponár SE            |
| Gyöngyös         | 1 – 4           | Tiszaújváros          |
| Algyő            | 2 – 1           | Füzesgyarmat          |
| Andrashida LSC   | 4 – 0           | Esztergom             |
| Apostag          | 0 – 5           | Makói                 |
| Baja             | 2 – 1           | XV. Kerület Issimo SE |
| Balassagyarmat   | 0 – 4           | Hajdusamsoni          |
| Balatonfüred     | 4 – 1           | Rábapaty              |
| Baracs           | 0 – 3           | Nagyatádi             |
| Bátaszéki        | 0 – 2           | PTE-PEAC              |
| Biri             | 1 – 3           | Gesztely              |
| Csenger          | 0 – 6           | Cigánd                |
| Dunaharaszti MTK | 6 – 0           | Sarreti               |
| Felsőpakony      | 3 – 4           | III. Kerületi TVE     |
| Felsőzsolca      | 1 – 2           | Tiszafüred VSE        |
| Fűzfői           | 3 – 2           | Lajoskomárom          |
| Harta            | 1 – 3           | ESMTK Budapest        |
| Jászberényi      | 0 – 3           | Hatvan                |
| Jászfényszaru    | 1 – 3           | Gödöllő               |
| K.Oscard         | 0 – 8           | Dunaföldvár FC        |
| Kadarkút         | 1 – 2           | Majosi SE             |
| Kaposvár         | 1 – 0           | Dunaújváros           |
| Kecel            | 1 – 7           | Szarvasi              |
| Kecskemét        | 5 – 0           | Szegedi EOL           |
| Kisújszállás     | 1 – 5           | Kelen SC              |
| Labatlani        | 5 – 0           | Nadorvaros            |
| Lőrinci          | 5 – 0           | Bank                  |
| Maklár           | 3 – 1           | Karancslapujtő        |
| Marcali          | 1 – 5           | Szentlőrinci          |
| Monostorpályi    | 0 – 2           | Debreceni EAC         |
| Nagybajom        | 2 – 1           | Siklós                |
| Nagyecsed        | 4 – 1           | Hajdúszoboszlói       |
| Pápai SE         | 4 – 0           | DG Tát                |
| Pécsvárad        | 5 – 1           | Murakeresztúr         |
| Sárbogárd        | 2 – 1           | Dombóvári             |
| Szegedi VSE      | 0 – 4           | Szolnoki Légierő      |
| Szepetnek        | 1 – 2           | Erd                   |
| Tarpa            | 4 – 0           | Balmazújváros         |
| Teskánd          | 1 – 2           | Csorna                |
| Tiszaföldvár     | 1 – 2           | Békéscsaba            |
| Tiszasziget      | 0 – 3           | Körösladány MSK       |
| Pestszentimrei   | 2 – 3           | Dabas                 |
| Celldomolki      | 0 – 2           | Veszprém              |
| Csepel           | 2 – 1           | Csor                  |
| 6 agosto 2023    |                 |                       |
| Ásványráró       | 1 – 3           | Zsámbék               |
| Balatonalmadi    | 0 – 3           | Tatabánya             |
| Balatonfüred     | 2 – 5           | Budaörs               |
| Bolyi            | 2 – 1           | Szekszárd             |
| Bony             | 1 – 6           | Mezőörs               |
| Gyulaháza        | 0 – 7           | Eger                  |
| Maroshegy        | 2 – 7           | Nagykanizsa           |
| Mátraterenye     | 1 – 16          | Putnok                |
| Mezőmegyer       | 3 – 1           | DTE                   |
| Monor            | 3 – 1           | Karcagi SE            |
| Mori             | 0 – 3           | Dorog                 |
| OMTK-ULE         | 5 – 0           | Cegléd                |
| Pénzügyőr        | 2 – 0           | Iváncsa               |
| Perbál           | 6 – 2           | Tatai                 |
| Pilisi           | 2 – 1           | Hódmezővásárhelyi     |
| Rábaszentandrás  | 0 – 2           | Bicskei               |
| Újfehértó        | 1 – 2 (dts)     | Hidasnémeti           |
| Úrkút            | 2 – 1           | Zalaszentgrót         |
| Vep              | 3 – 3 (5-3 dtr) | Király SE             |
| Nimród SE        | 1 – 5           | Unione Budapest       |
| 9 agosto 2023    |                 |                       |
| Csesztreg        | 2 – 3           | Haladás               |
| Kajarpec         | 0 – 8           | Komárom VSE           |

## Secondo turno
Al secondo turno partecipano le 68 squadre vincenti del primo turno.
| Squadra 1       | Risultato       | Squadra 2         |
| --------------- | --------------- | ----------------- |
| 26 agosto 2023  |                 |                   |
| Unione Budapest | 3 – 1           | Erd               |
| Algyő           | 0 – 1           | Pilisi            |
| Haladás         | 2 – 1           | Csorna            |
| Baja            | 4 – 3           | Dabas             |
| Balatonfüred    | 0 – 6           | Dorog             |
| Békéscsaba      | 3 – 1           | Monor             |
| Csep-Gól        | 1 – 2           | Szentlőrinci      |
| Debreceni EAC   | 4 – 0           | Hatvan            |
| Fűzfői          | 1 – 6           | Veszprém          |
| Lőrinci         | 0 – 4           | Cigánd            |
| Majosi SE       | 2 – 0           | Pénzügyőr         |
| Makói           | 0 – 12          | Dunaharaszti      |
| Nagyecsed       | 2 – 1           | Maklár            |
| Pápai SE        | 0 – 4           | Bölcskei          |
| Pécsvárad       | 0 – 3           | PTE-PEAC          |
| Putnok          | 3 – 1           | Sényő-Carnifex    |
| Sárbogárd       | 0 – 3           | Kaposvár          |
| Szarvasi        | 1 – 5           | ESMTK Budapest    |
| Szolnok         | 1 – 4           | Kelen SC          |
| Tarpa           | 0 – 0 (0-3 dtr) | Eger              |
| Tiszaújváros    | 2 – 1           | Tiszafüred VSE    |
| Zsámbék         | 3 – 0           | Úrkút             |
| Csepel          | 5 – 1           | Nagybajom         |
| 27 agosto 2023  |                 |                   |
| Gesztely        | 5 – 0           | Hajdusamsoni      |
| Nagyatádi       | 0 – 7           | Dunaföldvár FC    |
| Perbál          | 2 – 3           | Komárom VSE       |
| Andrashida LSC  | 0 – 4           | Tatabánya         |
| Bolyi           | 1 – 5           | Nagykanizsa       |
| Hidasnémeti     | 0 – 3           | Gödöllő           |
| Kecskemét       | 0 – 8           | Körösladány MSK   |
| Labatlani       | 0 – 11          | Budaörs           |
| Mezőmegyer      | 1 – 3           | BKV Előre         |
| Mezőörs         | 5 – 0           | Vep               |
| OMTK-ULE        | 0 – 1           | III. Kerületi TVE |

## Trentaduesimi di finale
A questo turno partecipano:
- Le 34 squadre vincenti del secondo turno
- Le 18 squadre partecipanti alla Nemzeti Bajnokság II
- Le 12 squadre partecipanti alla Nemzeti Bajnokság I

| Squadra 1         | Risultato       | Squadra 2        |
| ----------------- | --------------- | ---------------- |
| 15 settembre 2023 |                 |                  |
| Soroksár          | 1 – 2           | Kecskemét        |
| 16 settembre 2023 |                 |                  |
| Nagyecsed         | 0 – 8           | Ferencváros      |
| Tatabánya         | 1 – 2           | Kecskemét        |
| Baja              | 0 – 7           | Szeged 2011      |
| Budaörs           | 1 – 2           | Siófok           |
| Cigánd            | 0 – 4           | Zalaegerszeg     |
| Debreceni EAC     | 1 – 2           | Kozármisleny     |
| Dorog             | 2 – 4           | Honvéd           |
| Dunaharaszti MTK  | 0 – 1           | Vasas            |
| Eger              | 1 – 2           | Debrecen         |
| BKV Előre         | 0 – 7           | Paks             |
| ESMTK Budapest    | 1 – 0           | Fehérvár         |
| Gödöllő           | 1 – 2 (dts)     | Dunaföldvár FC   |
| Mosonmagyaróvári  | 0 – 2           | Puskás Akadémia  |
| Putnok            | 0 – 1           | Budafok          |
| Unione Budapest   | 1 – 0           | Csepel           |
| Veszprém          | 4 – 2 (dts)     | Komárom VSE      |
| Bicskei           | 0 – 3           | Tiszakécske      |
| Pécs              | 1 – 3           | Újpest           |
| Ajka              | 1 – 0           | Mezőkövesd-Zsóry |
| Békéscsaba        | 0 – 2           | Kazincbarcika    |
| Csákvári          | 1 – 3           | Haladás          |
| 17 settembre 2023 |                 |                  |
| Gesztely          | 1 – 6           | MTK Budapest     |
| III. Kerületi TVE | 2 – 6           | Diósgyőr         |
| Kelen SC          | 1 – 0           | Majosi SE        |
| Körösladány MSK   | 0 – 0 (0-3 dtr) | Gyirmót          |
| Pilisi            | 0 – 5           | Kisvárda         |
| PTE-PEAC          | 0 – 2           | Kaposvár         |
| Szentlőrinci      | 1 – 0 (dts)     | BVSC Budapest    |
| Tiszaújváros      | 1 – 1 (3-5 dtr) | Nyíregyháza      |
| Zsámbék           | 0 – 2           | Győri ETO        |

## Sedicesimi di finale
Ai sedicesimi di finale partecipano le 32 vincenti del turno precedente.
| Squadra 1       | Risultato       | Squadra 2       |
| --------------- | --------------- | --------------- |
| 31 ottobre 2023 |                 |                 |
| Győri ETO       | 0 – 1           | Debrecen        |
| 1 novembre 2023 |                 |                 |
| Unione Budapest | 0 – 6           | Kisvárda        |
| Dunaföldvár FC  | 0 – 1           | Nyíregyháza     |
| ESMTK Budapest  | 0 – 4           | MTK Budapest    |
| Mezőörs         | 1 – 1 (5-3 dtr) | Kaposvár        |
| Szentlőrinci    | 3 – 0           | Kelen SC        |
| Veszprém        | 3 – 2           | Budafok         |
| Kozármisleny    | 4 – 2           | Kazincbarcika   |
| Siófok          | 1 – 3           | Diósgyőr        |
| Tatabánya       | 0 – 2           | Újpest          |
| Tiszakécske     | 0 – 2           | Ajka            |
| Vasas           | 3 – 1           | Gyirmót         |
| Haladás         | 1 – 2           | Zalaegerszeg    |
| Szeged 2011     | 0 – 1           | Kecskemét       |
| Ferencváros     | 4 – 3 (dts)     | Puskás Akadémia |
| 2 novembre 2023 |                 |                 |
| Honvéd          | 2 – 2 (4-5 dtr) | Paks            |

## Ottavi di finale
| Squadra 1        | Risultato       | Squadra 2    |
| ---------------- | --------------- | ------------ |
| 27 febbraio 2024 |                 |              |
| Diósgyőr         | 4 – 2           | Zalaegerszeg |
| 28 febbraio 2024 |                 |              |
| Mezoors          | 1 – 1 (4-5 dtr) | Vasas        |
| Kozármisleny     | 0 – 3           | MTK Budapest |
| Veszprém         | 0 – 2           | Kecskemét    |
| Tiszakécske      | 0 – 3           | Kisvárda     |
| Debrecen         | 1 – 1 (3-5 dtr) | Ferencváros  |
| 29 febbraio 2024 |                 |              |
| Szentlőrinci     | 1 – 5           | Nyíregyháza  |
| Újpest           | 1 – 2 (dts)     | Paks         |

## Quarti di finale
| Squadra 1     | Risultato   | Squadra 2    |
| ------------- | ----------- | ------------ |
| 2 aprile 2024 |             |              |
| Kisvárda      | 3 – 2       | MTK Budapest |
| 3 aprile 2024 |             |              |
| Vasas         | 2 – 5 (dts) | Paks         |
| Diósgyőr      | 0 – 2       | Ferencváros  |
| 4 aprile 2024 |             |              |
| Nyíregyháza   | 2 – 1       | Kecskemét    |

## Semifinali
| Squadra 1      | Risultato | Squadra 2   |
| -------------- | --------- | ----------- |
| 23 aprile 2024 |           |             |
| Paks           | 2 – 1     | Kisvárda    |
| 24 aprile 2024 |           |             |
| Nyíregyháza    | 1 – 2     | Ferencváros |

## Finale
| Budapest 15 maggio 2024, ore 19:30 CEST                    | Ferencváros | 0 – 2 (d.t.s.)           | Paks | Puskás Aréna |
| \| \| \| \| \| \| Marcatori \| 98’ Papp 120+2’ Haraszti \| |             |                          |      |              |
|                                                            |             |                          |      |              |
|                                                            | Marcatori   | 98’ Papp 120+2’ Haraszti |      |              |